# Jahan Pahlavan Ghar
Der  Jahan Pahlavan Ghar (persisch جهان پهلوان غر; Paschtu De Jahan Pahlavan Ghar; „Berg des Weltringers“, „Berg des Weltritters“) ist ein Berg in Sayid Karam in der afghanischen Provinz Paktia.
Der Name dieses Berges geht auf Rostam, den mythischen Helden des iranischen Hochlands, zurück. Denn er wird in Afghanistan, Iran, Tadschikistan, Nordindien, seit 1947 Pakistan als Jahan Pahlavan bzw. Pahlavan e Jahan genannt.
In den von Friedrich Rückert angefertigten Übersetzungen der Schāhnāme kommt das Wort Pehlewan (gemeint ist Pahlavan) allein in Sage XV – XIX mindestens 50 Mal und mehrere Male als Weltpehlewan, Pehlewan der Welt und Hohen Pehlewan vor:
| Original | Übersetzung von Friedrich Rückert | Aus Zabul und Kabul und Hindustan Folgten Krieger dem Pehlewan […] Nur keinen Thron, dem sein Schah ist er Dem Pehlewan ziemt nicht des Thrones Echo […] Alle dort von den Weltpehlewan sich neigten und huben Lobpreis an […] Die Ritter laut ihn priesen sie Weltpehlewan ihn hießen sie […] Sprachen: D Pehlewan der Welt In dir ist er Wunsch angetan der Welt | […] |